# Frontière entre les Pays-Bas et le Royaume-Uni
La frontière entre les Pays-Bas et le Royaume-Uni est entièrement maritime et se situe en mer du Nord entre les deux territoires métropolitains.
Il existe également un petit segment théorique situé en mer des Caraïbes entre deux territoires des Petites Antilles : Anguilla et Saba.

## Frontière en mer du Nord
En octobre 1965, les gouvernements respectifs s'accordent sur une ligne frontière définie par 19 points dont les coordonnées géodésiques suivants.
- Point 1  : 51° 48′ 18″ N, 2° 28′ 54″ E, tripoint Belgique—Pays-Bas—Royaume-Uni
- Point 2  : 51° 59′ 00″ N, 2° 37′ 36″ E
- Point 3  : 52° 01′ 00″ N, 2° 39′ 30″ E
- Point 4  : 52° 05′ 18″ N, 2° 42′ 12″ E
- Point 5  : 52° 06′ 00″ N, 2° 42′ 54″ E
- Point 6  : 52° 12′ 24″ N, 2° 50′ 24″ E
- Point 7  : 52° 17′ 24″ N, 2° 56′ 00″ E
- Point 8  : 52° 25′ 00″ N, 3° 03′ 30″ E
- Point 9  : 52° 37′ 18″ N, 3° 11′ 00″ E
- Point 10 : 52° 47′ 00″ N, 3° 12′ 18″ E
- Point 11 : 52° 53′ 00″ N, 3° 10′ 30″ E
- Point 12 : 53° 18′ 06″ N, 3° 03′ 24″ E
- Point 13 : 53° 28′ 12″ N, 3° 01′ 00″ E
- Point 14 : 53° 35′ 06″ N, 2° 59′ 18″ E
- Point 15 : 53° 40′ 06″ N, 2° 57′ 24″ E
- Point 16 : 53° 57′ 48″ N, 2° 52′ 00″ E
- Point 17 : 54° 22′ 48″ N, 2° 45′ 48″ E
- Point 18 : 54° 37′ 18″ N, 2° 53′ 54″ E
- Point 19 : 55° 50′ 06″ N, 3° 24′ 00″ E, tripoint Allemagne—Pays-Bas—Royaume-Uni

Les coordonnées du point 19 furent modifié par un traité le 25 novembre 1971 pour adopter la position 55° 45′ 54″ N, 3° 22′ 13″ E

## Frontière en mer des Caraïbes
Une frontière de 27 km délimitant les zones économiques exclusives d'Anguilla et Saba se situe en mer des Caraïbes reliant deux tripoints non fixés par un accord
- le tripoint États-Unis (Îles Vierges des États-Unis)—Pays-Bas—Royaume-Uni
- le tripoint France (Saint-Martin)—Pays-Bas—Royaume-Uni